# Yeghiché Ayvazian
Yeghiché Ayvazian (arménien : Եղիշէ Այվազեան), né en 1890 dans la plaine de l'Ararat et mort en 1993, est un écrivain arménien.